# 栗鑫
栗鑫（1989年11月9日—），中国足球运动员，司职前卫，现在效力于中乙联赛球队深圳风鹏。

## 职业生涯
栗鑫曾经是青岛海牛足校的队员，2003年，栗鑫离开青岛去了深圳。
栗鑫在2007年就第一次从深圳二队提升至深圳一队，但在一队打不上比赛，数次回到深圳二队。2008年栗鑫随深圳二队参加香港甲组足球联赛。
2009年栗鑫才有机会首次为深圳队在联赛上场，同年还代表广东队参加全运会並夺得银牌。
2010年，栗鑫被時任深圳紅鉆主帥高歌奇改造為邊路球員。
2011年，栗鑫虽然进入深圳红钻的联赛报名名单，但在联赛前开始已经离队。後一度到南昌衡源跟訓，但最終沒有加盟。
2012年，栗鑫先隨由09年提拔過他的深足元老范育紅新组建的乙级联赛球队深圳風鵬集訓，后轉投提供待遇更高的另一支新軍深圳名博。在深圳名博期間儘管球隊遭遇場外因素風波，但栗鑫完成了自己首個相對穩定出賽的職業聯賽賽季，在困難時期擔任過場上隊長。同年他亦結婚成家。
2013年，深圳名博解散后，栗鑫轉投深圳風鵬。隨隊一路帶傷征戰殺入中乙總決賽半決賽，但功虧一簣。